# Corrado Taranto
Corrado Taranto (Napoli, 28 marzo 1956) è un attore italiano.

## Biografia
Figlio dell'attore Carlo e nipote di Nino, Corrado Taranto intraprende l'attività di attore teatrale nel 1974 con la sceneggiata di Nunzio Gallo e Tecla Scarano, continuando poi la sua carriera con altri artisti quali i fratelli Taranto, Mariano Rigillo, Luisa Conte, Mario Scaccia, Carlo Cecchi, i fratelli Aldo e Carlo Giuffré, Luigi De Filippo.
Negli anni ottanta forma un sodalizio artistico con Mimmo Sepe; in quello stesso periodo inizia a lavorare per il cinema e la televisione, interpretando ruoli da comprimario.
Negli anni novanta partecipano in coppia al Seven Show su Italia 7.
Dagli anni duemila si dedica saltuariamente all'insegnamento della recitazione al Teatro Trianon di Napoli.
Nel 2008 esordisce nella regia cinematografica con il film Ferragosto a pezzi, e con il meno conosciuto Sottosopra, di cui è anche soggettista e sceneggiatore.

## Filmografia

### Cinema
- Maccheroni, regia di Ettore Scola (1985)
- Montecarlo Gran Casinò, regia di Carlo Vanzina (1987)
- La tempesta, regia di Giovanna Lenzi (1988)
- Stradivari, regia di Giacomo Battiato (1988)
- Pensavo fosse amore... invece era un calesse, regia di Massimo Troisi (1991)
- Ladri di futuro, regia di Enzo Decaro (1991)
- Io, tu e tua sorella, regia di Salvatore Porzo (1997)
- Ferragosto a pezzi, regia di Corrado Taranto (2008)
- Un'estate al mare, regia di Carlo Vanzina (2008)
- Sguardi diversi, regia di Maria Manna (2008)
- Irreality, regia di Salvatore Scarico (2011)
- Il ricordo di una lacrima, regia di Mario Santocchio (2015)
- Mixed by Erry, regia di Sydney Sibilia (2023)
- Io non sono nessuno, regia di Geraldine Ottier (2024)

### Televisione
- Vita di Antonio Gramsci – miniserie TV (1981)
- Un posto al sole, registi vari – soap opera (1996)
- Capri – serie TV (2006)
- La squadra – serie TV (2003-2007)
- Mare fuori – serie TV, episodio 4x05 (2024)
- Mina Settembre – serie TV, episodio 3x05 (2025)

## Programmi televisivi
- Seven Show (1997-1999)